# Differdange
Differdange (luxemburgiul: Déifferdeng, németül: Differdingen) Luxemburg harmadik legnagyobb városa, fontos acélipari központ. A város népessége 26 193 fő. Differdange az FC Differdange 03 labdarúgócsapat otthona.

## Történelem
Az 1830-as évektől kezdődően a luxemburgi acélipar elkezdett fejlődni. 1896-ban Differdange-ban két nagyolvasztót adtak át "Société Anonyme des Hauts-Fourneaux de Differdange" néven.
1907. augusztus 4-én Differdange megkapta a városi státuszt.
A 20. század az ipari fellendülés csúcspontja volt, és a Differdange lakossága 1890-től 4000-ről 1930-ra majdnem 18 000-re emelkedett.

## Földrajz
A város a Chiers folyó völgyében helyezkedik el, ami a Meuse folyó mellékfolyója. Az ország déli részén, a francia határ mellett van.

## Népesség
| Lakosok száma | 1655 | 13 909 | 17 105 | 15 950 | 15 814 | 17 050 | 19 524 | 21 935 | 26 193 | 30 364 |
|               | 1821 | 1910   | 1978   | 1986   | 1992   | 1999   | 2005   | 2011   | 2018   | 2024   |

## Nevezetes emberek
- Émile Krieps (1920–1998) ellenállásvezető, katona és politikus
- Jean Portante (1950) író, Párizsban él
- Josiane Kartheiser (1950) újságíró, író
- Nico Helminger (1953) író
- Georges Hausemer (1957–2018) író
- Jean-Claude Hollerich SJ (1958) római katolikus érsek Luxemburgban 2011 óta
- Nicholas Muller (1836–1917) az Egyesült Államok New York-i képviselője
- Yvonne Useldinger (1921–2009) politikus
- Marcelle Lentz-Cornette (1927–2008) politikus
- Fred Sunnen (1939–2014) politikus
- Johny Lahure (1942–2003) politikus
- Félix Braz (1966) politikus, a jelenlegi igazságügyi miniszter

## Testvérvárosok
- Ahlen, Németország
- Fiuminata, Olaszország
- Oxford (Ohio), Amerikai Egyesült Államok
- Chaves, Portugália
- Longwy, Franciaország
- Waterloo, Belgium

## Fordítás
- Ez a szócikk részben vagy egészben  a   Differdange című angol Wikipédia-szócikk fordításán alapul.  Az eredeti cikk szerkesztőit annak laptörténete sorolja fel. Ez a jelzés csupán a megfogalmazás eredetét és a szerzői jogokat jelzi, nem szolgál a cikkben szereplő információk forrásmegjelöléseként.